# 北美社会党
北美社会党（英語：Socialist Party of North America）是加拿大历史上的一个不可能主义政党。1911年，加拿大社会党的多伦多分支不满党的领导层推行的改良主义路线，另行建立北美社会党。该党是大不列颠社会党领导的世界社会主义运动的成员。1914年，该党解散，它的许多成员重新加入加拿大社会党。